# Джиср-аш-Шугур
Джиср-аш-Шугур (араб. جسر الشغور) — місто в Сирії, мухафаза Ідліб. Адміністративний центр району Джиср-аш-Шугур. Знаходиться на висоті 170 м над рівнем моря на березі р. Оронт. Населення на 2010 рік складало 44 322 чоловік.

## Історія
В 1980 році в місті проходили протести проти керівної партії Баас, придушені за допомогою армії. Під час повстання в Сирії в місті відбулась битва за Джиср-эш-Шугур, у ході якої загинуло 120 сирійських поліцейських, після чого був проведений штурм міста.